# 本川弘一
本川弘一（もとかわ　こういち、1903年1月17日 - 1971年2月3日）は、日本の生理学者。東北大学教授・学長。石川県出身。加賀市名誉市民。

## 生涯[1][2][3][4][5][6][7][8]
1903年：石川県江沼郡桑原村（現在の加賀市桑原）に本川弘の4番目の子として生まれる。五人姉弟中唯一の男子であり、農家の後を継ぐのが当然のものとして育てられた。小学校を卒業する時、「この子は成績が抜群だから是非中学に進学するように」と担任が自宅まで親を説得に来た。弘一も是非進学したいと懇願したが、「農家の跡継ぎだから家を継がせる。代々肝煎の家を絶やしたのでは御先祖様に申し訳がない」という父親の強い意向により、卒業後は家業の農業に従事した。
しかし勉学への思いは断ちがたく、17の歳、家出。「本願寺様へお参りに行く」と言って京都の親戚がいる会社の寮に転がり込み、「一年だけ勉強させてくれ。専検を受けたら帰るから」と家に手紙を書き送り、そのまま寮に居候し続けた。アルバイトをしながら予備校に通い、一年間の勉強で専検に合格。だまって第四高等学校の入試を受けてから家に帰った。道路工事の人足としてもっこをかついていた時に、村の長老から「新聞の四高の合格者欄に本川弘一という名があったたが、お前か」と聞かれて、はじめて合格したことを知った。親はかんかんに怒ったが、親戚に取りなしてくれる人があって親族会議を開いてくれ、弘一の妹に養子をとることにし、「医者になるなら四高に行ってもよい」と親はしぶしぶ進学を認めてくれた。
四高時代は、袖に手を入れたままノートもとらずに講義を聞いていた。それでいていい成績をとるものだから、「隠れて勉強しているのじゃないか」と厠をのぞきにくる友人もいたが、受験勉強時代の一年間で、中学三年分の他に高校の分も勉強してしまい、ノートを取る必要を感じなかったのである。例外はドイツ語。これは初めて学ぶものであり、四高のドイツ人の先生に頼みこみ、夏休みに海辺の親戚の家の離れを借りて友人数名と合宿し、ネイティブからドイツ語をみっちりと仕込んでもらった。
東大医学部を卒業と同時に橋田邦彦の生理学教室の門を叩いた。その時、橋田から「生理をやっても食えんよ」と言われ「食えないという意味は、どういう意味でございましょうか。生理学的に食えないんじゃ困るけれども、生物学的に食えるなら生理をやりたいと思います」と返事したところ「なかなかおもしろいことを言うな」と入門を許可された。
橋田は入門して最初の1-2年は理学部の講義を聴きに行かすことにしており、本川も理学関係の講義を多数受講し、実験は夜に行った。東大時代には、赤門の柵を乗り越え、終電で成城の借家に帰るのが常だった。そして朝研究室に来るのも一番早かった。東北大時代も昼用・夜用の二つの弁当を持ってでかける生活で、帰宅は子供たちが寝静まってから。「子供は寝顔が一番かわいい」とのたまっていた。休みをとるのは年に三日（正月元日・二日と七月に一日）。元日は研究室の人々を招いての新年会、翌日は年賀状書きにあてていた。夏の一日は家族をつれて泳ぎにでかけ、一年でこの日だけが家族サービスの日だった。
この不休で働く体力は農家での仕事により培われたもの。幼いことから鍛えられた。学校に上がる前、祖父につれられて鞍懸山（5kmほど離れている）まで薪取りに行き、「子供であっても、薪一本でいいから担いで帰れ」と薪の束を背中にくくりつけてもらい、また歩いて帰ってきた。父親が病気したこともあり、小学校卒業後は家の農作業をほぼ一人で行っていた。米俵を担いでできたこぶが晩年になっても左肩にあった。進学後も帰省すれば肥やし桶をかついで農作業を手伝った。学生時代はスポーツ好きで、子供の頃は相撲と剣道が強かった。
学部長時代には東北大に歯学部を新設することに尽力した。その間も自ら実験を行った。学園紛争により辞任した前学長・石津照璽の後を受けついで第十二代学長に就任した後には、さすがに自分で実験する暇がなくなったが、夜まで会議の続く日々の中で、自己の視覚の成果をまとめた英文の著書を書き上げた。またこの間、学術会議委員として生理学研究所の設立に尽力した（準備委員長）。

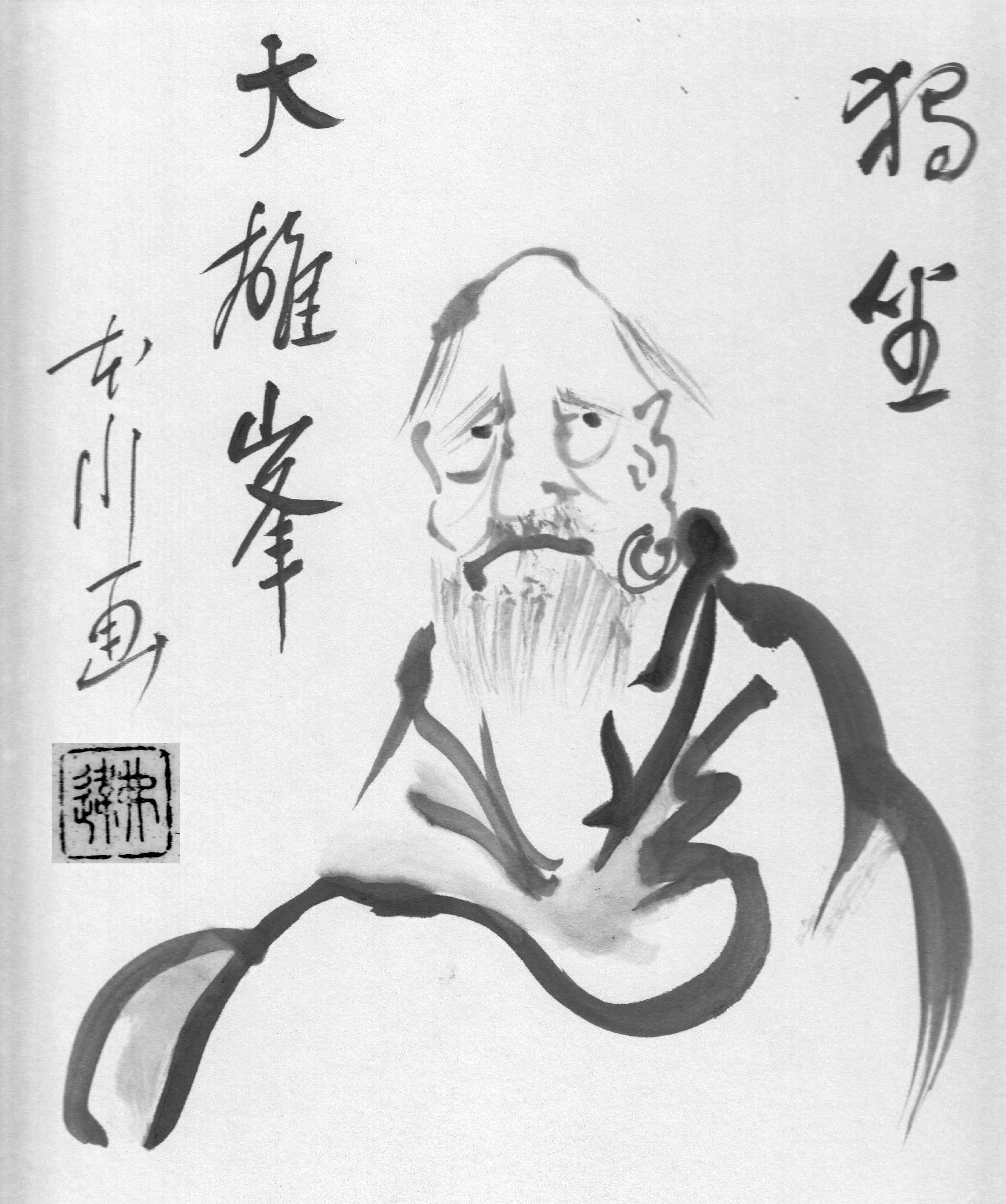
本川弘一の墨絵

小さい頃から絵が好きで、小学校の頃、放課後に近所に住む九谷焼の絵付け師から絵の手ほどきを受け、本気で画家になろうと思ったほどだった。学長時代には毎朝、三枚の色紙を描くのを楽しみにしていた。
本川の仕事の速さには定評があった。教授に1月に就任して脳波の仕事に初めて取り組み、その年の梅雨に入るまで（湿度が高いと増幅器がうまく働かなくなる；この増幅器は試行錯誤で新たに作ったもの）に論文3-4個分の仕事を仕上げて、その成果を初夏に行った新任教授特別講演で発表し、教授連を驚かした。まだ三十代だったため、あんな若造の講義など聴く必要はないと学生に言う教授連もいたのだが、これ以降、まわりの扱いががらりと変わった。人間の電気眼閃の仕事も、四年で四十編ほどの論文を出し、その量・幅の広さ・重要さに驚いたジョンズ・ホプキンズ大学のゲバードに”Motokawa’s studies on electric excitation of the human eye”　(Gebhard, J.W., Psychological Bulletin, 50:73-111, 1953)という総説を書かしめたほどである。ゲバードはその中で、「この仕事はじつに興味深く、視覚分野の問題へのまったく新しいアプローチ」だとした。
本川が研究しはじめた頃、脳波という言葉はきわめてめずらしく、世間の注目を集めるとともに誤解も生んだ。誤解の最たるものが、「本川が日夜、脳波を送って人を悩ましている」というもの。その考えにとりつかれた男が「万人を救うために天に代わって本川をやっつける」と手紙をよこし、その後、突然教授室を訪ねてきた。適当にあしらって返したが、ドアの脇に風呂敷包みを置いてあり煙が出ている。中庭に放り出しておいたところ爆発し、見張りの警官と事務職員一人が軽い怪我をした。風呂敷の中はダイナマイト三〇本の入った蜜柑箱だったのである。

## 年譜
- 1903年：石川県江沼郡桑原村（現在の加賀市桑原）に本川弘・た美の子として生まれる。小学校卒業後、家業の農業に従事。
- 1921年：専検合格、第四高等学校入学。
- 1925年：東京帝国大学医学部入学。
- 1929年：同大卒業、生理学教室の橋田邦彦教授の下で無給副手。卒業と同時にみゟ（「よ」の変体仮名、旧姓脇田）と結婚。
- 1931-1939年：昭和医学専門学校教授嘱託。
- 1934年：東京帝国大学医学部助手。
- 1940年：東北帝国大学医学部教授。
- 1954年：「色の感覚に関する研究」で朝日文化賞受賞、「脳電図の研究」で日本学士院賞受賞。
- 1961-1965年：東北大学医学部長。
- 1965-1966年：東北大学歯学部長。
- 1965年：東北大学学長。
- 1968年：日本学士院会員。
- 1971年学長在任中に死去。68歳。没後、正三位勲一等瑞宝章受賞。墓所は仙台の輪王寺にある。

## 業績［1、3］
昭和4年東京帝国大学医学部を卒業後、同生理学教室橋田邦彦教授の副手・助手をつとめ、「蛙皮の歪電流について」で医学博士。同時期、リンゴ果皮の電気的興奮の研究も行った。昭和14年東北帝国大学医学部に移ってからは、脳波の研究を開始し、理論的にも実際面でも無理だと言われていた4段増幅回路を用いた脳波計を手作りし、それを用いて人間の脳波を我が国で初めて記録することに成功した。続いてこれを量的、統計的に取り扱い、それまで規則生が見出されていなかった脳波の振幅に規則性「本川の分布法則」を見出した。また脳波の臨床的応用にも力を注ぎ、脳外科、神経科領域にも貢献した。その業績は昭和22年単行本「脳波」としてまとめられている。日本脳波学会を創設し、初代会長になった。
次に行った研究は、視覚、とくに人間の色覚に関するものである。網膜中心窩に関しては赤・緑・青の3つの生理学的過程が中心であるが、その周辺では黄の過程が優勢であり、4つの過程が関与することを立証した。ヒトの色感覚の電気生理学的基本感覚曲線を見出した。「網膜を光で照射した後におこる感電性変化の時間経過は、照射に用いた光の波長によってのみ定まる」という法則を発見した。これは人間の視覚に関して心理学と生理学にまたがる最も重要な法則の一つとみなされている。この閃光法を用い錯視や図形残像現象に関与する興奮場の存在を実験的に示した。また脳波の研究法からヒントを得て、人間の網膜電図（ERG）に新しい成分を発見し、これをx波と命名した。視覚に関する業績は「Physiology of Color and Pattern Vision」にまとめられている。
以上の研究過程の間、眼の感電性を応用した疲労測定法も開発し、それにもとづく「本川式疲労測定器」を世に出すなど、労働医学の方面にも足跡を残し、「日本人間工学会」を立ち上げ、初代会長を務めた。

### S電位の命名
1953年にグンナー・スヴァエティチン博士が魚の網膜から発見した「S電位」の名付け親は本川である。当初スヴァエティチンは発生源を錐体細胞にあると考えており、 錐体活動電位（cone action potential）と呼んでいた。しかしその後の研究で発生源が錐体ではないことが分かり、1959年に本川が会議において、発見者スヴァエティチンの頭文字をとってS電位（S-potential）と呼ぶことを提唱し、これが世界的に普及した。

### 教育者として
北杜夫は本川の講義を聴いた学生であり、「どくとるマンボウ青春記」や当時書かれた日記には、敬愛すべき教授の筆頭として本川が登場する。本川の生理学の試験が解けず、北一流のユーモア答案を書いて提出したが採点結果は不可。父親の斎藤茂吉が困って本川に頼みにきたけれど、単位は出さなかった。それでも北は「人徳の中にユーモアがあった」「教だけでなく育もする先生」と書いている。
研究室の出身者十数名を教授に育て上げた教育者だった。その中には、三田俊定元岩手医大学長・理事長、及川俊彦鳥取大学元医学部長、小川哲朗秋田大学元医学部長などがいる。
視覚生理学の分野で著名な名古屋大学名誉教授の御手洗玄洋は、1948-1949年（昭和23-24年）、東北大学へ内地留学し本川弘一のもとで視覚研究に関する電気生理学の手法を学んだ。コイの網膜の実験、脳波の実験手法である。このころ、本川の研究はコイの網膜の実験に移っていた。

## 著作

### 著書（単著）
- 『脳波』南条書店 1947
- 『一般生理学』三共出版 1949-50
- 『医学生物学電気的実験法』南山堂 1950
- 『電気生理学』岩波全書 岩波書店 1952
- 『大脳生理学』中山書店 1964
- 『最新生理学』南山堂 1964
- 『Physiology of color and pattern visionー色覚および形態覚の生理』医学書院 1970

### 共編著
- 『生理学の進歩 第1集』久保秀雄共編. 南条書店 1950
- 『中枢神経系の生理 電気生理と形態に関する方法論 (科学文献抄)』編 岩波書店 1955
- 『最新一般生理学』奥貫一男, 富田軍二共編 朝倉書店 1956
- 『解剖生理学入門』浦良治共著. 南山堂 1961

### 論文
外国語（戦前はドイツ語、戦後は英語）による原著論文149編、指導論文158編。

## 受賞歴
- 1954年　朝日文化賞（「色の感覚に関する研究」により）
- 1954年　日本学士院賞（「脳電図の研究」により）
- 1966年　シーボルト・メダル（ドイツ連邦共和国より「科学及び医学の分野における学問を通じて日本とドイツの親交を深めた功績」により）
- 1970年　日本翻訳文化賞（自著「色覚および形態覚の生理」の英訳”Physiology of Color and Pattern Vision”により）
- 1971年　正三位勲一等瑞宝章

## 親族
長男の本川雄太郎は生化学者・徳島大学医学部附属酵素研究施設元施設長、次男本川達雄は生物学者・東京工業大学生命理工学部元教授。　